# دیوید چیلتون فیلیپس
دیوید چیلتون فیلیپس (به انگلیسی: David Chilton Phillips) (۷ مارس ۱۹۲۴- ۲۳ فوریه ۱۹۹۹)  یکی از پیشگامان، زیست‌شناسی ساختاری اهل بریتانیا بود. او اولین فردی بود که موفق به تعیین ساختار دقیق اتمی آنزیم لیزوزوم در سال ۱۹۶۵ شد. فیلیپس در ۲۳ فوریه سال ۱۹۹۹ بر اثر بیماری سرطان درگذشت.